# Религия Острова Норфолк
Религии Острова Норфолк
 Англиканство (34 %) Объеденная церковь (13 %) Католицизм (12 %) Адвентисты седьмого дня (3 %) Другие религии (9 %) Атеисты (24 %) Не указано (5 %)

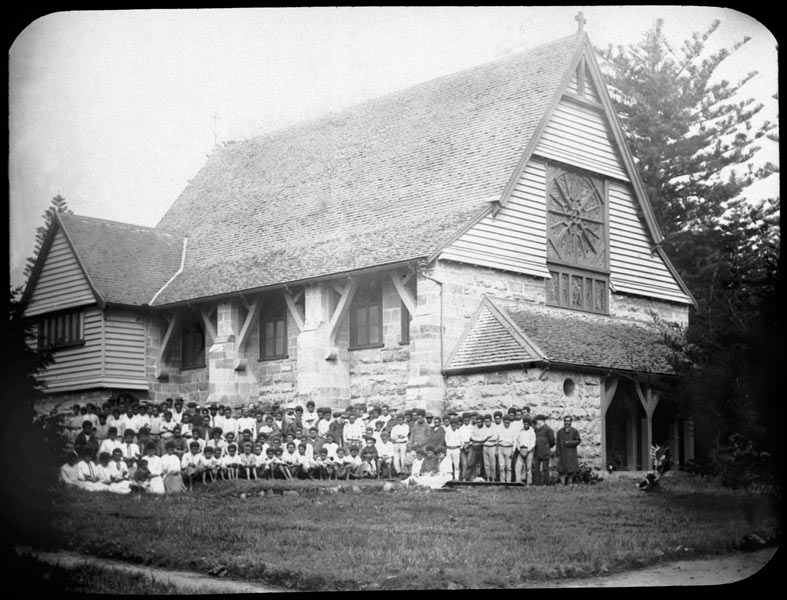
Часовня Святого Варнавы и её прихожане в 1908 году

Религия Острова Норфолк — совокупность религиозных верований, присущих населению этого острова. 
62% островитян (норфолкцы — по происхождению англо–полинезийские метисы, а также большая часть живущих на острове уроженцев Австралии и Новой Зеландии считают себя христианами, по разным данным от 46,8% до 50 протестантами, главным образом англиканцами. Небольшая часть жителей Норфолка придерживается методизма, адвентизма и католицизма.

## История
Остров был открыт капитаном Куком в 1774 году. С 1788 года остров стали использовать как место ссылки заключённых. Изначально жители острова Норфолк были англиканцами. 8 июня 1856 года на Норфолк эмигрировала англиканская община с Островов Питкэрн в составе 193 во главе с преподобным Джорджом Ханном Ноббсом. В 1867 году на острове была основана штаб-квартира Меланезийской миссии англиканской церкви. В 1867 году Миссия основала колледж Святого Варнавы на острове Норфолк как церковь и учебный центр для миссионеров. Большую роль в работе миссии играл первый англиканский епископ Меланезии Джон Кольридж Паттесон. Однако он был убит аборигенами Соломоновых островов в 1871 году и причислен к лику святых в англиканской церквиВ 1920 году Миссия была переведена с острова Норфолк на Соломоновы острова. После смерти Г. Х. Ноббса в 1884 году, на острове была сформирована методистская церковь, а в 1891 году — община адвентистов седьмого дня во главе с сыновьями Ноббса, прибывшими на Норфолк с Питкэрна в сентябре 1891 года. Пастор Феррис-старший и его сыновья во время Первой мировой войны построили на церковь рядом с лагуной.
Римско-католическая церковь начала свою работу на острове в 1957 году. 
В конце 90-х годов XX века часть прихожан покинула бывшую методистскую (тогда объединяющуюся церковь) и сформировала сообщество харизматов. 

## Современное положение
По данным переписи 2016 года, на острове Норфолк проживало 1 748 человека.  Протестанты составляют 46,8% обитателей острова (англиканцы 29,2%, объединяющая церковь в Австралии 9,8%, пресвитериане 2,9%, адвентисты седьмого дня 2,7%, другие 2,2%), католики 12,6%, другие христиане 2,9%, другие 1,4% были представителями других религий; 26,7% назвали себя атеистами, а 9,5% затруднились ответить к какой религии они относятся. 